# یوهانه نیلسداتر
یوهانه نیلسداتر (نروژی: Johanne Nielsdatter) متولد سده هفدهم میلادی و مرگ به سال ۱۶۹۵م، یک زن نروژی بود که به جرم جادوگری محکوم به اعدام شد.
حکم صادره بر این اساس استوار بود که چندین نفر از اشخاص برجسته در دریا در اثر طوفان جان باخته بودند و به تشخیص دادگاه این تراژدی نتیجه سحر و جادوی یوهانه نیلسداتر بود. حکم اعدام در سال ۱۶۹۵م، در ترومس به اجرا درآمد و به این ترتیب یوهانه نیلسداتر آخرین فردی است که به جرم جادوگری در نروژ محکوم و اعدام شده‌است.

## پیشینه
در مورد جزئیات زندگی یوهانه نیلسداتر اطلاعات بسیار اندکی در دسترس است. اما مدارک پرونده وی در اسناد دادگاه محلی که امروز در ترومس واقع شده، کشف شده‌اند. اولین دور رسیدگی به پرونده وی در ۲۷ آوریل ۱۶۹۵م، در دادگاه محل برگزار شد. در این دور یوهانه مجرم شناخته و به اعدام محکوم شد. اما اجرای حکم نیاز به تأیید سطح بالاتری در دستگاه قضایی داشت؛ بنابر این تا بازخورد از مقامات عالی، یوهانه در زندان تحت بازداشت به سر برد. از سرنوشت قطعی این پرونده، اطلاع دقیقی در دست نیست. اما احتمالاً حکم اعدام تأیید و یوهانه نیلسداتر در شعله‌های آتش سوزانده شد. در همه حال پرونده یوهانه نیلسداتر جالب است؛ زیرا در نوع خود آخرین موردی است که در نروژ جاری شده‌است.

### مجریان دادگاه محلی
اگر چه در مورد زندگی شخص یوهانه نیلسداتر، اطلاعات بسیار ناچیز است. اما از سوی دیگر بر اساس مدارک ثبت شده در پرونده می‌توان تا حدودی به شخصیت و طرز فکر مقامات و مسئولان قضایی و دادگاه پی برد. طبق این مدارک، یوهانه نیلسداتر و یک زن دیگر به اتهام جادوگری در اوایل ماه مارس ۱۶۹۵م، دستگیر و زندانی شده‌اند. طبق همین مدارک به نظر می‌رسد که آن زن دیگر پیش از تعیین رای نهایی دادگاه، اقدام به خودکشی کرده و خود را در زندان می‌کشد.

ضابط این دستگیری و مسئول تجسس، نماینده پادشاه و حاکم محل است. این دو زن، ابتدا در خانه یکی از مالکان محل که اهل برگن است، حبس می‌شوند. طبق مدارک بابت مخارج نگهداری از زندانیان در دو ماه مارس و آوریل سال ۱۶۹۵م، مبلغی به پول رایج آن زمان، به مالک خانه پرداخت شده‌است.

یوهانه نیلسداتر تا ۱۳ ژوئیه در حبس خانگی باقی می‌ماند. از این تاریخ تا اواسط نوامبر ۱۶۹۵م، مسئولیت نگهداری از زندانی به کلانتر محل واگذار شده‌است. ظاهراً کلانتر، زندانی را در ملک شخصی خود حبس می‌کند. چرا که دختر بزرگ کلانتر مسئول رساندن آب و خوراک به زندانی بوده و او را شخصاً می‌شناخته‌است.

قاضی دادگاه که مسئولیت رسیدگی به پرونده، همراه با منشی دادگاه که مردی از اهالی محل است، به او سپرده شده بوده، اختیار رسیدگی به پرونده‌های جنایی و هم صدور حکم اعدام داشته‌است.
مدارک پرونده نزد قاضی نگهداری می‌شده‌است. طبق این مدارک قاضی
ضمن توافق با یک هیئت منصفه متشکل از بزرگان محلی، حکم اعدام در شعله‌های آتش را در مورد یوهانه نیلسداتر صادر کرده؛ و یکی از رعیت‌های محلی نیز به عنوان جلاد و مجری حکم انتخاب می‌شود.

## طلسم وضع هوا
در دادخواست دادگاه از جمله آمده: یوهانه نیلسداتر، سوگندش به خدا، غسل مقدسش و مسیحیت را لعن کرده و خود را به شیطان تسلیم کرده‌است.گویا بنا به اعتقاد دادستان، یوهانه نیلسداتر قدرت جادویی خود را از یکی از دستیاران شیطان، به نام «کنوت» دریافت کرده بود. در پرونده‌های متعدد مربوط به جادوگری در فینمارک، این ادعا که متهم با دستیاران شیطان با نامهای عادی، دمخور بوده، رایج بود.
نهایتا یوهانه به جرم خود اعتراف کرده و کشتن چهار نفر و آسیب به سلامتی افراد بیشتر و کارهای بدتر از آنها را به گردن گرفته‌است.

بنا بر درک آن زمان، دادگاه بی شوخی با یک جادوگر واقعی روبرو بود.
امروز ما می‌دانیم که شخصی که سابقاً حاکم و نماینده پادشاه در محل بوده، دریک حادثهٔ دریایی، به همراه همسرش در سال ۱۶۹۵م، کشته شده‌است. اگر چه مدرکی در دست نیست که مرگ حاکم و همسرش مشخصا به جادوی یوهانه نسبت داده شده باشد. اما این نکته که جادو به وضع هوا و دریا ارتباط داده شده، روشن است. همچنین این موضوع با اصطلاح رایج در شمال نروژ، که جادوگران را جادوگر دریا می‌نامند، مطابقت دارد.

## صدور حکم
نتیجه پرونده در تاریخ ۱۴ نوامبر ۱۶۹۵م، در آخرین جلسه دادگاه روشن می‌شود. جلسه ای که در آن تصمیم گرفته شده که یوهانه نیلسداتر را داخل آتش انداخته و بسوزانند. در مدارک پرونده، در صدور حکم به قوانین نروژ در سال ۱۶۸۷م، فصل اول و ماده نهم استناد شده‌است. رئیس دادگاه و نماینده پادشاه با مهر خود قانونی بودن حکم را تأیید کرده‌است.

آتش مراسم اعدام احتمالاً در روستای محل یا یکی از جزایر نزدیک به محل افروخته شده‌است. در این مرحله طبق روال معمول، همه جزئیات مربوط به پرونده باید به قاضی دادگاه تحویل داده می‌شد. اما متأسفانه در تاریخچه دادگاه بین سالهای ۱۶۹۱ تا ۱۷۰۸م، بخشی گم شده و ما قادر نیستیم روند پرونده را در سطوح بالاتر قضایی پیگیری کنیم. نه در نروژ و نه در کپنهاگ، پرونده جادوگری این دادگاه یافت نشد. همه مدارک مربوط به دادگاه بدوی در محل است. می‌توان تصور کرد که این پرونده اصلاً در دادگاه بالاتری بررسی نشده‌است. دستگاه قضایی در قرن هفدهم میلادی تمرکز نداشت و آشفته بود.

در سال۱۶۹۵م، یکسری اصلاحات در نظام قضایی نروژ اعمال شد. کلانتری‌های چند محل همسایه در هم ادغام شدند. به علاوه در تقسیم مشاغل و مسئولیتهای قضایی تنوع بیشتری ایجاد شد. در نتیجه این اصلاحات بعضی از مناصب حذف شد یا تغییر کرد. ضمن آنکه روشن می‌شود که حاکم محل قادر نبوده حساب مالی خود را پس دهد و این نکته با واکنش حسابرس روبرو شده‌است. چنین شرایطی می‌توانست روی روند دادگاه جادوگری اثر داشته باشد.

به نظر می‌رسد که یوهانه نیلسداتر آخرین فردی است که در نروژ با استناد به قانون سال ۱۶۸۷م، مبنی بر ممنوعیت جادو، به اعدام محکوم شده‌است. پس از سال ۱۶۹۵م، دیگر هرگز آتشی برای مجازات جادوگران در نروژ روشن نشد. با این حال تا سال ۱۷۵۷م، همچنان جرایمی مانند لواط و رابطه جنسی با جانوران با سوزاندن در آتش، مجازات، یا به آن تهدید می‌شده‌است.